# ناحیه منصوره (استان غردایه)
ناحیه منصوره (استان غردایه) (به عربی: دائرة المنصورة) یک ناحیه در الجزایر است که در استان غردایه واقع شده‌است. ناحیه منصوره ۱۳٬۲۱۵ کیلومتر مربع مساحت و ۵٬۸۹۳ نفر جمعیت دارد.